# Катастрофа MD-83 в Мали
Катастрофа MD-83 под Госси — крупная авиационная катастрофа, произошедшая 24 июля 2014 года. Авиалайнер McDonnell Douglas MD-83 авиакомпании Air Algérie выполнял регулярный международный пассажирский рейс AH5017 по маршруту Уагадугу — Алжир, но через 32 минуты после взлёта исчез с экранов радаров; его обломки были обнаружены в 80 километрах от Госси (Мали). Никто из находившихся на его борту 116 человек (110 пассажиров и 6 членов экипажа) не выжил.
Катастрофа рейса 5017 стала четвёртой по числу погибших в 2014 году после катастроф A320 в Яванском море, Boeing 777 в Донецкой области и исчезновения рейса 370 Malaysia Airlines, а также второй по числу жертв в истории самолёта McDonnell Douglas MD-83 (после катастрофы в Лагосе).

## Самолёт

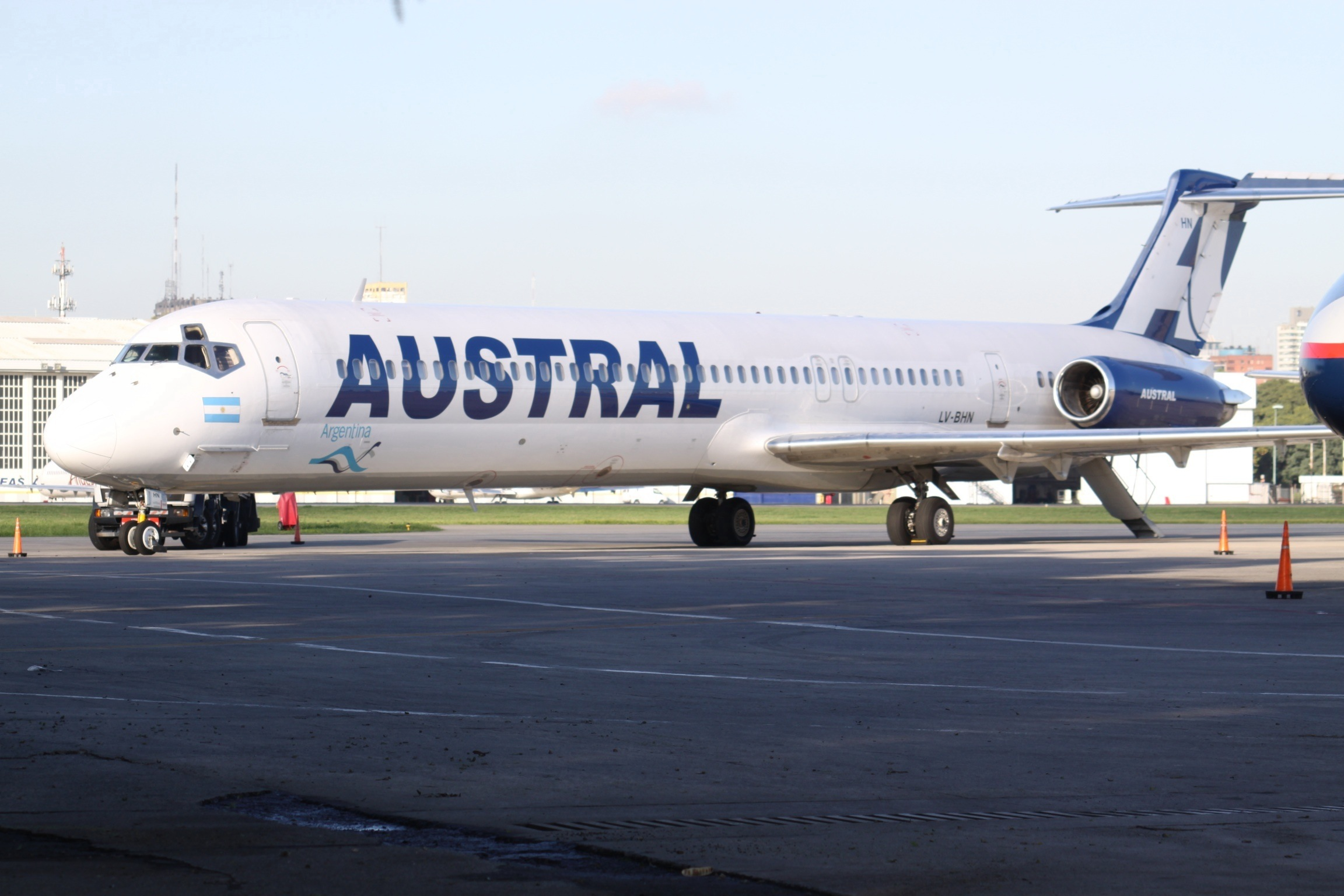
Разбившийся лайнер в цветах авиакомпании Austral Líneas Aéreas, март 2008

Воздушным судном, потерпевшим катастрофу, был McDonnell Douglas MD-83 (рег. номер EC-LTV, заводской 53190, серийный 2148). Он был оснащён двумя двигателями Pratt & Whitney JT8D, свой первый полёт совершил в июне 1996 года, на момент катастрофы его возраст составлял 18 лет.
Авиалайнер был приобретён у чартерной компании Swiftair, после чего был перерегистрирован на EC-LTV в 2012 году после того, как он использовался в других авиакомпаниях с момента поставки в 1996 году. Он был взят в «мокрый лизинг» для Air Algérie в июне 2014 года для дополнения воздушного парка на летний сезон.
На момент катастрофы лайнер налетал 32000 циклов. Директор Главного управления гражданской авиации Франции Патрик Гандил сказал, что самолёт был проверен во Франции за 2—3 дня до катастрофы, где по итогам проверок был в рабочем состоянии.

## Экипаж и пассажиры
Состав экипажа рейса AH5017 был таким:
- Командир воздушного судна (КВС) — 47-летний Августин Комерон Мохьио (исп. Agustín Comerón Mogio). Налетал 12 988 часов (8689 из них в качестве КВС), 10 007 из них на MD-83.
- Второй пилот — 42-летняя Исабель Гост Каймари (исп. Isabel Gost Caimari). Налетала 7016 часов, 6180 из них на MD-83.

Также в кабине присутствовал бортинженер Мигель Анхель Руэда Гонсалес (исп. Miguel Ángel Rueda González).
В салоне самолёта работали три бортпроводника:
- Рафаэль Гасаналиев (исп. Rafael Gasanaliev),
- Рауль Монтеро Родригез (исп. Raúl Montero Rodríguez),
- Федерико Мигель Карденас Арес (исп. Federico Miguel Cárdenas Ares).

| Гражданство    | Пассажиры | Экипаж | Всего |
| -------------- | --------- | ------ | ----- |
| Алжир          | 6         | 0      | 6     |
| Бельгия        | 1         | 0      | 1     |
| Буркина-Фасо   | 28        | 0      | 28    |
| Камерун        | 1         | 0      | 1     |
| Канада         | 5         | 0      | 5     |
| Египет         | 1         | 0      | 1     |
| Франция        | 52        | 0      | 52    |
| Германия       | 4         | 0      | 4     |
| Ливан          | 6         | 0      | 6     |
| Люксембург     | 2         | 0      | 2     |
| Мали           | 1         | 0      | 1     |
| Нигерия        | 1         | 0      | 1     |
| Испания        | 0         | 6      | 6     |
| Швейцария      | 1         | 0      | 1     |
| Великобритания | 1         | 0      | 1     |
| Всего          | 110       | 6      | 116   |

## Реакция
В связи с тем, что большинство погибших имело французское гражданство, Франция объявила трёхдневный национальный траур. Также трёхдневный траур объявил Алжир, и двухдневный траур объявила Буркина-Фасо, гражданство которой имели 28 пассажиров рейса.

## Расследование
Расследование проводили малийские власти при содействии французского Бюро по расследованию и анализу безопасности гражданской авиации (ВЕА).
Предварительный отчёт о крушении не дал ответа о его причинах, так как исследованный речевой самописец был сильно повреждён. Позднее были расшифрованы показания параметрического самописца, и 22 апреля 2016 года опубликован окончательный отчёт о катастрофе. В выводах отчёта зафиксировано, что оба пилота не заметили, что самолёту угрожает обледенение, и не включили противообледенительное оборудование. В результате из-за образовавшихся кристаллов льда отказали датчики скорости на двигателях. Из-за ошибочных показаний высокой скорости автопилот уменьшал мощность двигателей, пока самолёт не начал терять высоту. Для сохранения высоты автопилот задрал нос самолёта, и произошло сваливание. В результате самолет разбился в пустыне.